# Sagamicadulus elegantissimus
Sagamicadulus elegantissimus är en blötdjursart som beskrevs av Sakurai och Shimazu 1963. Sagamicadulus elegantissimus ingår i släktet Sagamicadulus och familjen Gadilidae. Inga underarter finns listade i Catalogue of Life.